# 3. listopada
3. listopada (3. 10.) 276. je dan godine po gregorijanskom kalendaru (277. u prijestupnoj godini).
Do kraja godine ima još 89 dana.

## Događaji
- 1789. – Predsjednik George Washington proglasio prvi Dan nezavisnosti.
- 1885. – Otvorena je zgrada današnjeg HNK "Ivana pl. Zajca" u Rijeci.
- 1897. – Počela je nastava u novoosnovanoj hrvatskoj gimnaziji u Zadru, glavnom gradu carske pokrajine Dalmacije.[1]
- 1929. – Kraljevina Srba, Hrvata i Slovenaca preimenovana je u Kraljevinu Jugoslaviju.
- 1990. – Ponovno ujedinjenje Njemačke nakon pada Berlinskog zida.
- 1991. – Utemeljena 153. brigada HV, Velika Gorica.
- 1995. – Makedonski predsjednik Kiro Gligorov ozljeđen u pokušaju atentata eksplozijom automobila-bombe u centru Skoplja, a njegov vozač i jedan slučajni prolaznik poginuli.
- 1998. – Papa Ivan Pavao II. pohodio je Hrvatsku po drugi put i proglasio kardinala Alojzija Stepinca blaženim u Mariji Bistrici.

| - 1784. – Johann Karl Ehrenfried Kegel, njemački agronom († 1863.) - 1824. – Ivan Nikitin, ruski pjesnik († 1861.) - 1837. – Filip Frano Nakić, hrvatski svećenik i splitski biskup († 1910.) - 1858. – Eleonora Giulia Amelie Duse, talijanska glumica († 1924.) - 1895. – Sergej Aleksandrovič Jesenjin, ruski pjesnik († 1925.) - 1900. – Thomas Wolfe, američki književnik († 1938.) - 1902. – Artur da Costa e Silva, brazilski političar i predsjednik († 1969.) - 1902. – Jean Gremillon, francuski režiser († 1959.) - 1911. – Vangelia Pandeva Dimitrova Gušterova "Baba Vanga", proročica († 1996.) - 1927. – Ranko Filjak, hrvatski pijanist († 1983.) - 1935. – Armen Džigarhanjan, sovjetski glumac († 2020.) - 1937. – Edo Peročević, bosanskohercegovački glumac († 2007.) - 1938. – Tereza Kesovija, hrvatska pjevačica - 1945. – Viktor Sanejev, ruski atletičar - 1954. – Al Sharpton, američki svećenik i aktivist - 1955. – Željko Samardžić, bosanskohercegovački i srbijanski pjevač - 1967. – Denis Villeneuve, kanadski filmski redatelj - 1980. – Ivan Turina, hrvatski nogometni vratar († 2013.) - 1981. – Zlatan Ibrahimović, švedski nogometaš | - 1226. – Sveti Franjo Asiški, svetac (* 1181.) - 1704. – Jean-Baptiste Denys, francuski liječnik, prvi izveo transfuziju krvi (* 1643.)? - 1826. – Jens Immanuel Baggesen, danski književnik (* 1764.) - 1887. – Ana Marija Marović, talijansko-hrvatska redovnica (* 1815.) - 1890. – Joseph Hergenröther, njemački kardinal (* 1824.) - 1929. – Gustav Stresemann, njemački političar (* 1878.) - 1936. – Urban Barišić, hrvatski franjevac (* 1886.) - 1987. – Jean Anouilh, francuski književnik (* 1910.) - 1988. – Franz Josef Strauß, njemački političar (* 1915.) - 1990. – Josip Turčinović, hrvatski katolički svećenik (* 1933.) - 2016. – Ljupka Dimitrovska, hrvatsko-makedonska pjevačica (* 1946.) |

## Blagdani i spomendani
- Međunarodni dan djeteta